# Grontmij
Grontmij er Europas tredjestørste rådgivende ingeniørvirksomhed, med tæt på 9.000 medarbejdere, og næsten 300 kontorer på globalt plan. Koncernens samlede omsætning er på 922 mio. euro i 2010. Koncernen eksporterer en bred vifte af rådgivningsydelser og udfører mange internationale projekter.
Grontmij rådgiver inden for vand, energi, miljø, transport, byggeri og industri. Virksomheden er delt op i fire forretningsområder: Planning & Design, Transportation & Mobility, Water & Energy og Monitoring & Testing.
Gronmij har hovedsæde i De Bilt, Holland. Den danske virksomhed Grontmij A/S er en del af koncernen.